# Royal Oak (Schiff, 1916)
Die HMS Royal Oak war ein Schlachtschiff der Revenge-Klasse, das in den 1910er-Jahren für die Royal Navy gebaut wurde. Während des Ersten Weltkriegs nahm sie an der Skagerrakschlacht teil. Kurz nach dem Beginn des Zweiten Weltkriegs wurde das Schiff am 14. Oktober 1939 in Scapa Flow von U 47 versenkt.

## Geschichte
Die Royal Oak, benannt nach der Eiche, in der sich Charles II. nach seiner Niederlage in der Schlacht von Worcester versteckte, wurde am 15. Januar 1914 in Devonport auf Kiel gelegt, am 17. November vom Stapel gelassen und am 1. Mai 1916 für den Einsatz im 4. Schlachtgeschwader der Grand Fleet in Dienst gestellt.

### Erster Weltkrieg

#### Skagerrakschlacht
In dem Versuch, einen Teil der Grand Fleet aus ihren Häfen zu locken und zu vernichten, verließ die deutsche Hochseeflotte, bestehend aus 16 Schlachtschiffen, sechs Einheitslinienschiffen und weiteren Schiffen, am frühen Morgen des 31. Mai Wilhelmshaven. Der Plan sah vor, dass Hipper mit den Schlachtkreuzern der 1. und den leichten Kreuzern der 2. Aufklärungsgruppe Wilhelmshaven verließ und nach Norden außer Sichtweite der dänischen Küste vorstieß. Dort sollte er durch Angriffe auf die Küstenstädte ein Auslaufen von britischen Schiffen provozieren und sie in Richtung der Hochseeflotte locken. Die nachrichtendienstliche Abteilung der britischen Admiralität Room 40 hatte den deutschen Funkverkehr mit den Operationsplänen abgefangen und entschlüsselt. Daraufhin befahl die Admiralität der Grand Fleet, die insgesamt 28 Schlachtschiffe und neun Schlachtkreuzer umfasste, noch in der Nacht auszulaufen, um die Hochseeflotte abzuschneiden und zu vernichten.
Die ersten Kämpfe begannen am Nachmittag und fanden vor allem zwischen britischen und deutschen Schlachtkreuzern statt. Nachdem sich jedoch gegen 18:00 Uhr die Grand Fleet Hippers Schlachtkreuzern genähert hatte, gab Jellicoe fünfzehn Minuten später den Befehl, in Schlachtformation zu gehen. Die HMS Royal Oak unter dem Kommando von Crawford Maclachlan feuerte insgesamt 122 Granaten ab und erhielt keine eigenen Treffer.

### Anschließende Aktivitäten
Die Grand Fleet lief am 18. August aus, um die Hochseeflotte auf ihrem Vormarsch in die südliche Nordsee aus dem Hinterhalt anzugreifen, aber eine Reihe von Fehlmeldungen hinderte Jellicoe daran, die deutsche Flotte abzufangen, bevor sie in den Hafen zurückkehrte. Zwei leichte Kreuzer wurden während der Operation von deutschen U-Booten versenkt, was Jellicoe zu der Entscheidung veranlasste, die größeren Einheiten der Flotte südlich von 55° 30' Nord nicht zu riskieren, da es dort viele deutsche U-Boote und Minen gab. Die Admiralität stimmte dem zu und legte fest, dass die Grand Fleet nicht ausrücken würde, es sei denn, die deutsche Flotte versuchte eine Invasion Großbritanniens oder es bestand die große Möglichkeit, dass sie unter geeigneten Bedingungen zu einem Gefecht gezwungen werden könnte. Am 22. April 1918 fuhr die Hochseeflotte zum letzten Mal nach Norden, um einen Konvoi nach Norwegen abzufangen, musste aber zwei Tage später umkehren, nachdem der Schlachtkreuzer Moltke einen Antriebsschaden erlitten hatte. Die Grand Fleet lief am 24. April von Rosyth aus, als die Operation entdeckt wurde, konnte die Deutschen aber nicht mehr einholen.

### Zwischenkriegszeit
Nach dem Kriegsende wurde die Royal Oak im Januar 1919 dem 1. Schlachtgeschwader der Atlantik-Flotte zugeteilt. Aufgrund des Griechisch-Türkischen Krieges beschloss die britische Regierung eine Flotte in das östliche Mittelmeer zu entsenden. Daher wurde die Royal Oak zusammen mit dem 1. Schlachtgeschwader im April 1920 zur Mittelmeerflotte abkommandiert. Dort nahm das Schiff im Juli 1920 an Operationen gegen türkische Nationalisten in Istanbul (damals Konstantinopel) und im Schwarzen Meer teil. Anfang 1928 kam es zu einem Vorfall, den die zeitgenössische Presse als „Meuterei auf der Royal Oak“ bezeichnet. Was als einfacher Streit zwischen Konteradmiral Bernard Collard und den beiden ranghöchsten Offizieren, Kapitän Kenneth Dewar und Henry Daniel, über die Musik in der Offiziersmesse begann, entwickelte sich zu einer persönlichen Fehde, die sich über mehrere Monate hinzog. Dewar und Daniel beschuldigten Collard, nachtragend zu sein und sie öffentlich vor der Mannschaft zu demütigen und zu beleidigen. Collard warf den beiden im Gegenzug vor, Befehle zu verweigern und ihn „schlechter als einen Fähnrich“ zu behandeln.
Nachdem Dewar und Daniel sich schriftlich bei Collards Vorgesetzten, Vizeadmiral John Kelly, beschwert hatten, leitete dieser sie umgehend an Admiral Sir Roger Keyes weiter. Da Keyes erkannte, dass das Verhältnis zwischen den beiden und ihrem Admiral unwiderruflich zerrüttet war, berief er in aller Eile einen Untersuchungsausschuss ein, der alle drei Männer von ihren Posten abberief und nach England abkommandierte. Dies geschah am Vorabend einer großen Marineübung, deren Durchführung Keyes verschieben musste, was dazu führte, dass sich in der Flotte das Gerücht verbreitete, auf der Royal Oak sei es zu einer Meuterei gekommen. Aufgrund ihrer Protestschreiben wurden Dewar und Daniel wegen des Verfassens „subversiver Dokumente“ angeklagt. In zwei öffentlichkeitswirksamen Gerichtsverhandlungen wurden beide für schuldig befunden und streng gemaßregelt, was Daniel dazu veranlasste, die Navy zu verlassen. Collard selbst wurde in der Presse für sein exzentrisches Verhalten kritisiert.

### Verlust
In der Nacht auf den 14. Oktober 1939 drang U 47 unter dem Kommando von Günther Prien in den Hafen von Scapa Flow ein. Präzise Fotos eines Aufklärungsflugzeuges, dessen Pilot Siegfried Knemeyer dafür sein erstes Eisernes Kreuz erhielt, lagen den Deutschen vor. Prien schrieb um 0:27 Uhr in sein Logbuch: „Wir sind im Hafen!!!“ Um 0:58 Uhr feuerte man drei Torpedos auf die Royal Oak, ein vierter blieb im Rohr stecken. Zwei der drei Torpedos mit Aufschlagzündern explodierten nicht, der übrige traf die Royal Oak um 1:06 Uhr an Steuerbord; die Explosion weckte Teile der Mannschaft. Anfangs vermutete man, es habe eine Explosion auf dem vorderen Teil des Schiffes gegeben, wo brennbare bzw. explosive Materialien wie Kerosin gelagert wurden. Besatzungsmitglieder, die sich achtern aufhielten, meinten, die Explosion habe im oder unter dem hinteren Teil des Schiffes stattgefunden habe, was durch die Erschütterungen am anderen Ende des Schiffes erklärt werden konnte. U 47 konnte einen zweiten Anlauf fahren, wieder mit Torpedos mit Aufschlagzündern: Die Royal Oak erhielt um 1:16 Uhr zwei Treffer und begann sofort nach Steuerbord zu krängen, bis sie gegen 1:29 Uhr kenterte und sank. 833 Mann starben. Ein dritter Torpedo traf ein dahinter liegendes, teilweise von der Royal Oak verdecktes Schiff – nach britischen Angaben das Flugzeugmutterschiff Pegasus. Prien meinte jedoch, den Schlachtkreuzer Repulse erkannt zu haben. Da dieser aber nicht in Scapa Flow war, könnte es sich um die Iron Duke handeln, die der Repulse ähnelte.

## Das Wrack heute

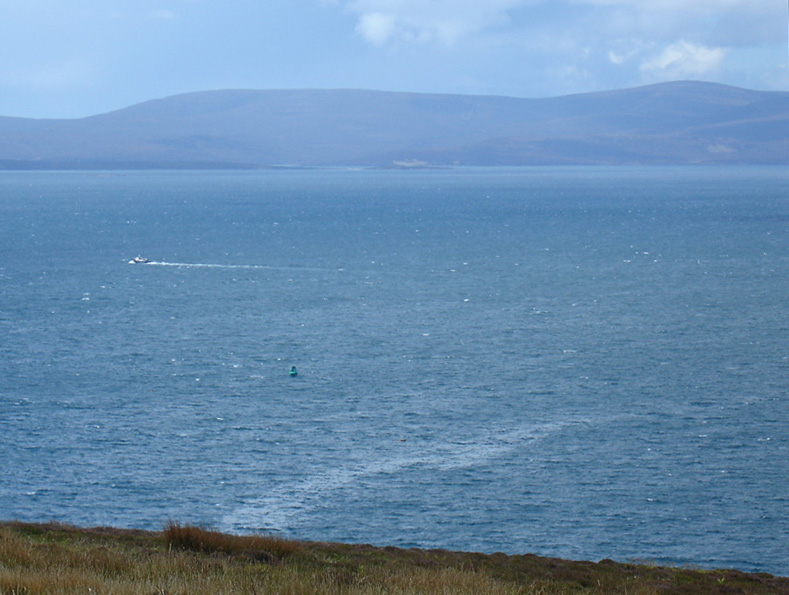
Das Wrack der Royal Oak ist mit einer grünen Boje markiert

Das Wrack liegt auf der Position 58° 55′ N, 2° 59′ W in 30 m Tiefe auf der Backbordseite mit dem Kiel nach oben. Das Deck befindet sich in einem Winkel von etwa 45 Grad zum Meeresboden. Der Rumpf ist weitgehend intakt und steigt bis 5 m Tiefe auf, so dass das Wrack und ein großer Ölfleck bei gutem Wetter von der Wasseroberfläche aus gesehen werden können. Die Aufbauten wurden beim Aufprall auf den Meeresgrund erheblich beschädigt. Die Royal Oak ist durch den „Protection of Military Remains Act“ von 1986 als „Controlled Site“ geschützt. Dies bedeutet, dass im Umkreis von 300 m um die Wrackstelle ein absolutes Tauchverbot herrscht. Nur in seltenen Fällen sind Ausnahmegenehmigungen erteilt worden, um den Zustand des Wracks zu kontrollieren.
Die Schiffsglocke wurde in den 1970er Jahren geborgen und ist heute in der St.-Magnus-Kathedrale in Kirkwall im Rahmen einer Gedenkstätte zu sehen.

## Umweltbelastung durch die Royal Oak
Die aus den 1950er-Jahren stammenden Pläne, das Wrack zu heben, um Schifffahrt und Umwelt zu entlasten, wurden angesichts der öffentlichen Proteste hiergegen fallen gelassen.
Gegen Ende der 1990er-Jahre wurde beobachtet, dass das Wrack weit mehr Öl an die Oberfläche verlor als all die Jahrzehnte zuvor. Das Öl wurde ans Ufer gespült und bedrohte die Umwelt, sodass das britische Verteidigungsministerium zum Handeln genötigt war.
Es wurde eine gründliche Vermessung des Wracks durchgeführt, anhand derer die Bergung des Öls eingeleitet werden konnte. Da es sich um ein offizielles Seekriegsgrab handelt, konnten keine der üblichen Verfahren, etwa eine Hebung oder ein Zerschneiden, erfolgen. Auch bestand die Gefahr, dass bei einer fehlerhaften Herangehensweise eine größere Menge Öl auf einmal austreten und eine Umweltkatastrophe verursacht werden könnte. Nach und nach fand man jedoch Verfahren, den Großteil der geschätzt bis zu 3.000 Tonnen Treibstoff, welche die Royal Oak zu dem Zeitpunkt der Versenkung getankt hatte (genaue Angaben sind mit dem Schiff verloren gegangen), bis 2010 zu entfernen.
Hierzu wurde zunächst ein schirmartiger Metallkörper über die Austrittsstellen gehängt, der das aufsteigende Öl auffing. Später wurde vorsichtig ein kleines Loch in einen der zugänglichen Tanks (Bunker) gebohrt, um das Öl, das aus dem Inneren des Schiffes in diesen Treibstoffbehälter aufgestiegen war, abzupumpen. Das Kriegsschiff war jedoch so konstruiert, dass sich die meisten Tanks im Inneren des Schiffes befinden, was die weitere Bergung des Treibstoffs sehr erschwerte. Zudem war es nur in den Sommermonaten möglich, gefahrlos am Wrack zu arbeiten, was den Prozess in die Länge zog. 2006 waren endlich die Außenbunker geleert und man begann nach einer gründlichen Sonarbildvermessung des Wracks im Folgesommer damit, durch weitere Bohrungen an die inneren Tanks zu gelangen.
2010 waren etwa 1600 Tonnen Treibstoff geborgen und das Wrack wurde als nicht mehr umweltgefährdend angesehen. Das Wrack und Seekriegsgrab wird nun in Ruhe gelassen. Lediglich gelegentliche Besuche, um aufgestiegenes Öl an den verschlossenen Bohrungen abzuholen, werden durchgeführt.

## Technik
Das Schiff hatte eine Gesamtlänge von 189,20 m, eine Breite von 27 m und einen Tiefgang von 10,20 m. Die Verdrängung lag zwischen 30.060 t und 33.350 t.

### Antrieb
Die Royal Oak war mit zwei Parsons-Turbinen ausgestattet, die jeweils zwei Wellen antrieben und insgesamt 40.000 Shp (30.000 kW) entwickelten, mit denen sie eine Höchstgeschwindigkeit von 21,9 Knoten (40,6 km/h) erreichte. Der Dampf wurde von 18 Babcock & Wilcox-Kesseln geliefert. Das Schiff konnte maximal 3.400 t Heizöl mitführen, was ihm bei 10 Knoten (19 km/h) eine Reichweite von 7000 Seemeilen (13.000 km) ermöglichte. Die Besatzung des Schiffes bestand aus 908 bis 997 Offizieren und Mannschaft.

### Bewaffnung
Die Hauptbewaffnung bestand aus acht 381-mm-Geschützen in vier Zwillingstürmen, zwei vor und zwei hinter den Aufbauten mit der Bezeichnung A, B, X, und Y (von vorn nach achtern). Die Geschütze waren auf Mk-I-Lafetten mit einem Gewicht von 782 t und einem Seitenrichtbereich von −150 bis +150 Grad montiert. Die Kanonen selbst wogen 101 t und hatten bei einer maximalen Elevation von 30° und einer Mündungsgeschwindigkeit von 732 m/s eine Reichweite von 26.520 m. Sie verschossen 871 kg schwere Granaten mit einer Kadenz von etwa zwei Schuss pro Minute. Die Sekundärbewaffnung bestand aus vierzehn 152-mm-Kanonen. Zwölf davon befanden sich in Kasematten mittschiffs, sechs auf jeder Breitseite. Die verbliebenen zwei befanden sich auf dem Schutzdeck. Die Kanone mit einem Gewicht von 7 t hatte bei einer maximalen Elevation von 40 Grad eine Reichweite von 12 km. Die 45 kg schweren Granaten erreichten dabei eine Mündungsgeschwindigkeit von 861 m/s. Zur Verteidigung gegen Torpedoboote hatte das Schiff vier 47-mm-Schnellfeuergeschütze installiert und für die Flugabwehr standen zwei 76-mm-20-cwt-Schnellfeuergeschütze zur Verfügung. Außerdem war das Schiff mit vier 533-mm-Unterwasser-Torpedorohren ausgestattet.

### Sensoren, Feuerleitanlage
Das Schiff war mit zwei Feuerleitrechnern ausgestattet, von denen sich einer über dem Kommandoturm und der andere im Ausguck des Fockmasts befand. Der Feuerleitrechner im Ausguck wurde ab 1931 und der Feuerleitrechner über dem Kommandoturm ab 1938 durch ein Steilwinkel-Feuerleitsystem (engl. HACS) ersetzt.

### Panzerung
Die Schiff hatte einen Panzergürtel aus Krupp-Zementstahl. Er streckte sich von der A-Barbette bis zur Y-Barbette und war mittschiffs 330 mm dick. Davor und dahinter verjüngte er sich auf 102 mm. Darüber verlief ein 152 mm dicker Plankengang, der sich von der A-Barbette bis zur X-Barbette erstreckte und in 152 mm starken Querschotten endete. Die Geschütztürme waren mit 279 bis 330 mm-Panzerung an den Seiten und mit 127 mm auf dem Dach geschützt. Die Barbetten waren über dem Oberdeck 152 bis 254 mm dick und darunter 101 bis 152 mm. Die Deckspanzerung war ähnlich wie bei der Queen-Elizabeth-Klasse mit einer zusätzlichen 51 mm starken Deckspanzerung auf dem Hauptgürtel in Höhe des Hauptdecks ausgestattet. Der Kommandoturm war rundherum mit 330 mm gepanzert und hatte ein 76 mm dickes Dach. Der hintere Kommandoturm war rundherum mit 152 mm geschützt. Zum Schutz gegen Unterwasserexplosionen war das Schiff mit 38 mm starken Torpedoschotten ausgestattet, die vom vorderen bis zum hinteren Magazin verliefen.